# 山路一遊
山路 一遊（やまじ いちゆう、1858年11月22日（安政5年10月17日） - 1932年（昭和7年）8月19日）は、日本の教育者である。号は天放。弟に、佃一予・山路一善がいる。1902年（明治35年）から1913年（大正2年）まで滋賀県師範学校長を、1913年（大正2年）から1923年（大正12年）まで愛媛県師範学校長を務め、両県の師範教育に大きな足跡を残した。教育功労により、1919年（大正8年）に勲四等瑞宝章を受章、1923年（大正12年）に従四位に叙された。著書に『読書法』『常識の研究』などがある。

## 生涯

### 生い立ち
安政5年（1858年）10月17日、家禄210石の伊予松山藩士山路一審と綾の間の長男として伊予国松山城下南堀端（現在の愛媛県松山市南堀端町）に生まれる。幼名は「真喜多」。弟に、南満州鉄道理事や日本興業銀行副総裁を務めた佃一予、大日本帝国海軍における航空の創始者と呼ばれた海軍中将山路一善がいる。父・一審は藩主の信任が厚く、のちに藩の勘定奉行を務めた他、松山藩が鳥羽・伏見の戦い後に土佐藩の追討を受けた際には無血開城を伝える使者となっている。
真喜多は5歳になった頃から近所の武知幾右衛門の下で書を学び、元治元年（1864年）に6歳で藩校である明教館に入学して漢学を修めた。維新後の明治3年（1870年）、権少参事となった内藤素行によって明教館の学則が改められて普通科・算数科・洋典科に分けられ、藩の選抜した生徒が学ぶこととなった時には、当時13歳であった真喜多は、洋典科の生徒に最年少で選ばれた。この頃から「一遊」と呼ばれるようになる。一遊は、慶應義塾から招かれた稲垣銀治・秋山恒太郎から英語や数学、西洋史などを学んだが、明治5年（1872年）の学制公布によって洋典科は廃止となった。
学制公布により松山には小学校として勝山学校が設けられ、一遊は14歳にして教師の一人として採用され、その後大阪に出て小学校の教師を務めた。しかし、自らの学問を続けたいと考えた一遊は、明治8年（1875年）に大阪英語学校に入学して1年2ヶ月学び、試験では優秀な成績を収めて飛び級での進級を認められたが、維新後家計の苦しくなった山路家では学費を支えられず、志半ばで帰郷した。帰郷後の明治10年（1877年）に、受け持ちの授業のない時には英語の授業に出席しても良いという条件で愛媛県立北予変則中学校（のちの松山中学校）の数学の教師として採用されたものの、やはり学問への思いは断ち切れず、教師としての給与と親戚からの借金で学費を工面して明治12年（1879年）に東京師範学校中学師範学科に入学、明治17年（1884年）に首席で卒業した。

### 教育官僚・教育者として
明治17年（1884年）、東京師範学校を卒業した一遊は文部省御用掛となり、各地に整備されつつあった小学校の教則を審査するとともに師範学校で学んだ教授法を指導する仕事にあたった。明治19年（1886年）には29歳で高知県師範学校の校長を兼ねたが、文部省師範学校中学校高等女学校教員検定試験などを担当することとなり7か月で呼び戻された。
明治22年（1889年）、愛媛県から分離されたばかりの香川県学務課長に転出。初代香川県尋常師範学校長も兼ねて同校建設にあたった。香川への赴任前に、同郷の文部省の先輩である内藤素行の長女順と結婚している。明治23年（1890年）には、参事官の江木千之の下で小学校令の改正にあたった。明治25年（1992年）からは兵庫県尋常師範学校長に転じたが、1年余りで健康を害して休職している。復職後は、明治31年（1898年）愛知県師範学校長、明治32年（1899年）埼玉県視学官、明治33年（1900年）福島県視学官を歴任、明治35年（1902年）に滋賀県師範学校長となった。滋賀県師範学校長としての在任は12年に及び、その後大正2年（1913年）に請われて郷里の愛媛県師範学校長に転じ、大正12年（1923年）に退官するまで10年間務めた。

### 退職後
大正12年（1923年）、66歳になっていた一遊は、「老齢劇務に堪へず」として愛媛県師範学校長を退いた。退職後の一遊は、「断じて学校の姑たらず」と宣言し、教育に関して一切口出しをしなかった。松山市持田町の自宅で、菊や四川蘭などの草花や野菜を育成したり、天放と号して詩歌をたしなむなど悠々自適の日々を送り、昭和7年（1932年）8月19日に死去した。享年75。松山市祝谷町の常信寺に葬られた。

## 教育理念
一遊は、知識注入主義の教育では模倣するだけの二級品はできても創造力のある一級品の人物は育たないと考え、知識を生み出す人間の養成を目指して徳育第一主義を掲げた。特に将来教育者となる師範学校の生徒の人格形成を重視し、自らは校長として全校生徒に日記を書かせて全て目を通し個別指導にあたり、教員に対しても常に全力投球を求め、生徒に対しては「小学校教育は人の為にし国の為にするもの」であり「誠実真面目以て万事を一貫すべし、公明正大にして明暗表裏あるべからず、周到にして粗略なるべからず、敏捷にして無精なるべからず」と訓示した。香川県学務課長兼尋常師範学校長として同校の設立にあたった際には、生徒に対して「教育者は紳士でなければならぬから、諸君を紳士として待遇する」と述べて、同校の自治的な校風を樹立したとされる。愛媛県師範学校長として赴任した際の新任式でも、「学校はすべて生徒のものなり。教師も其の他すべて生徒あってのものなり。諸君は堂々と闊歩せよ」と述べ、感動した生徒が食堂前の黒板に「吾人は頼むべき校長を得たり」大書したというエピソードが残されている。
一遊は、師範学校は県内における教育の本山と考え、教育研究会の開催に熱心で、一遊自ら発表することもあった。附属小学校にも足繁く通い、生徒の教育実習の様子を見て回った。一遊は、農山漁村の多い愛媛県の学校教育のモデルとしては松山市内の附属小学校だけでは不十分と考え、大正9年（1920年）に温泉郡余土村の余土尋常高等小学校（現松山市立余土小学校）を代用附属小学校に指定して農村教育の研究実習を行った。
大正デモクラシーの思潮に対しては「浮説に迷ふ勿れ」と批判的であったとされる。ただし、大正デモクラシーの影響を受けて教育界に広がっていた自由教育運動に対しては「自由教育は或る点に於いては欠点もあらうが、此の際教師が大いに働いて、方法の如何によっては偉大なる効果を修め得らるるものであるといふことを世に知らせ度いものである」と述べ、一定の理解を示した。

## 人物と評価
一遊は校長時代、背筋を伸ばしステッキを手に校内を颯爽と闊歩した。人と談笑すれば呵呵大笑するなど豪放快活な性格で生徒から「師父」と呼ばれるなど敬慕を集めた。
生涯を師範教育に捧げ全国師範学校長会の会長も務めた一遊は、日本の中等教育界の巨頭として全国の師範学校長の中でも右に出る者はいないと自他ともに任じていた。その貫禄は県知事に比しても遜色なく、権力に屈しない気骨ある大校長として教職員や生徒の誇りであったが、自らの教育方針を頑として変えない姿勢を非難する者もおり、大正11年（1922年）12月の愛媛県会では一遊の辞職を求める声があがった。これを知った教職員や生徒・卒業生などは集会を開き、「吾々、山路一遊校長を絶対に信任するものなり」と決議したため、更迭要求は鎮静化した。
10年以上校長として勤務した滋賀県師範学校や愛媛県師範学校では多くの生徒から父のように敬慕され、一遊の教育理念は両校の伝統として、また両県の教育界の指針として長く残った。一遊の没後、滋賀県師範学校を離任後すでに20年以上がたっていたのにもかかわらず、昭和9年（1934年）に同校同窓会によって校庭に胸像が建立され、昭和16年（1941年）には門下生168名によって追憶集『恩師山路一遊先生』が出版されている。愛媛でも、昭和12年（1937年）11月に愛媛県師範学校同窓会が同校の校庭に記念碑「師道鑚仰之碑」を建立（現在は愛媛大学教育学部の構内に移建）。昭和48年（1973年）2月には愛媛県教育会によって愛媛文教会館の玄関前に「師道鑚仰之碑」の複製が設置され、昭和51年（1976年）には遺稿集『天放集-山路一遊先生遺稿-』が出版されている。「師道鑚仰之碑」には「人ノ師タル者ハ須ク厳毅ニシテ寛仁達識ニシテ清高ナルベシ…」で始まる碑文（撰文：林伝次、書：織田源九）が彫られているが、これは、一遊の教えをよく表しているとされている。この他、昭和50年（1975年）には温泉郡重信町樋口に歌碑が建立されている。
教育界での長年の功績により、大正8年（1919年）、勲四等瑞宝章を受章。大正12年（1923年）には、従四位に叙されている。

## 著書
- 『国家教育要義』八尾書店、1894年。
- 『読書法』金港堂、1901年。
- 『学校管理法』金港堂、1906年。
- 『常識之研究』開発社、1906年。
- 『尚武読本』金港堂、1913年。
- 遺稿集『天放集-山路一遊先生遺稿-』青葉図書、1976年。